# レンジャクノジコ
レンジャクノジコ (連雀野路子、学名：Melophus lathami)は、スズメ目ホオジロ科に分類される鳥類の一種である。

## 分布
パキスタン、インド北部から、ネパール、チベット南東部、中国西南部からタイ北部、ベトナム北部に生息する。生息地では基本的には留鳥であるが、高地で繁殖した個体の中には、冬期に南方へ渡るものもある。
日本では迷鳥として、1987年に西表島で1羽の観察記録があるのみ。

## 形態
全長約17cm。日本で記録されたホオジロ類としては最大種である。雌雄とも頭頂に長い冠羽を持っており、よく立てている。冠羽がある外見がキレンジャク等のレンジャク類と似ていることが和名の由来である。雄の方が冠羽は長い。
雄は頭部から下尾筒、背から腰にかけてが淡い青光沢のある黒色で、翼と尾は赤茶色である。雌は頭部から背、肩羽、上尾筒にかけてがオリーブ褐色で、褐色の斑があり、体の下面は淡い褐色である。

## 生態
平地の開けた農耕地や、草地、疎林などに生息する。
地鳴きは「フチッ　フチッ」「チッ」など。

## 保全状態評価
- LEAST CONCERN (IUCN Red List Ver. 3.1 (2001))